# Rambour d'été
La Rambour d'été, aussi appelée Rambour aigre, Rambour blanc, de Rambures, Rambour rayé, Rambour de Lorraine, Müschen's Rosenapfel, Lothringher Rambour d'Été (et beaucoup d'autres noms) est une variété ancienne  de pomme, déjà citée en 1535 par Jean Ruel,.

## Histoire
La variété « Rambour » d'été tirait sa dénomination de Rambures, localité située à seize kilomètres d'Abbeville (Somme). C'est ainsi qu'on l'appelait dans la ville d'Amiens nous dit le médecin botaniste Jean Ruel. Vers 1610, la  prononciation se modifia légèrement le nom de la pomme de Rambures se prononça et s'écrivit « Rambour », et l'usage a formellement consacré ce barbarisme.

## Caractéristiques

### Fruit
Les fruits sont gros et de forme aplatie.
La peau est de couleur jaune blanchâtre à vert du côté à l'ombre et lavée de rouge brun clair, strié de carmin, sur le côté ensoleillé. 
Elle est tachée de fauve autour du pédoncule (russeting) et ponctuée de gris blanc.
La chair est jaunâtre, assez tendre, fortement acidulée, peu sucrée mais au parfum agréable.
C'est une bonne pomme à cuire qui peut aussi se manger crue.

### Arbre
Culture : cette variété réussit sous toutes formes (pyramide, gobelet, plein-vent) et sur tous sujets (franc, forme nanifiante...).
Fruit de collection en voie de disparition à sauvegarder absolument.
Au fil du temps, de nombreuses erreurs sont commises et bon nombre de faux "Rambour d'été" circulent.

## Culture
Le pommier « Rambour d'été » est un arbre très vigoureux à petites feuilles ovales. 
Greffé sur franc, sa place est au verger de haute-tige traditionnel, il supporte tous types de sol, est peu sensible aux maladies et nécessite peu de taille. Il produit une grosse quantité de fruits, matures de fin août à octobre. Dans le verger du parc du château de Rambures, des pommiers de cette variété sont cultivés.